# Livre d'agriculture de Wang Zhen
Pour les articles homonymes, voir Le livre de l'agriculture.

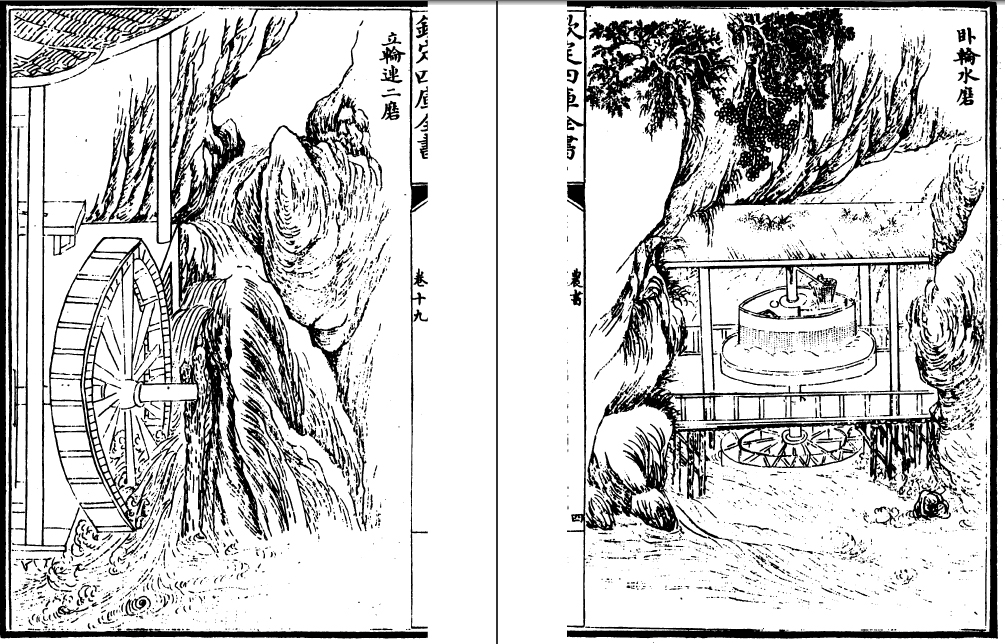
Moulins à eau, décrits dans le livre.

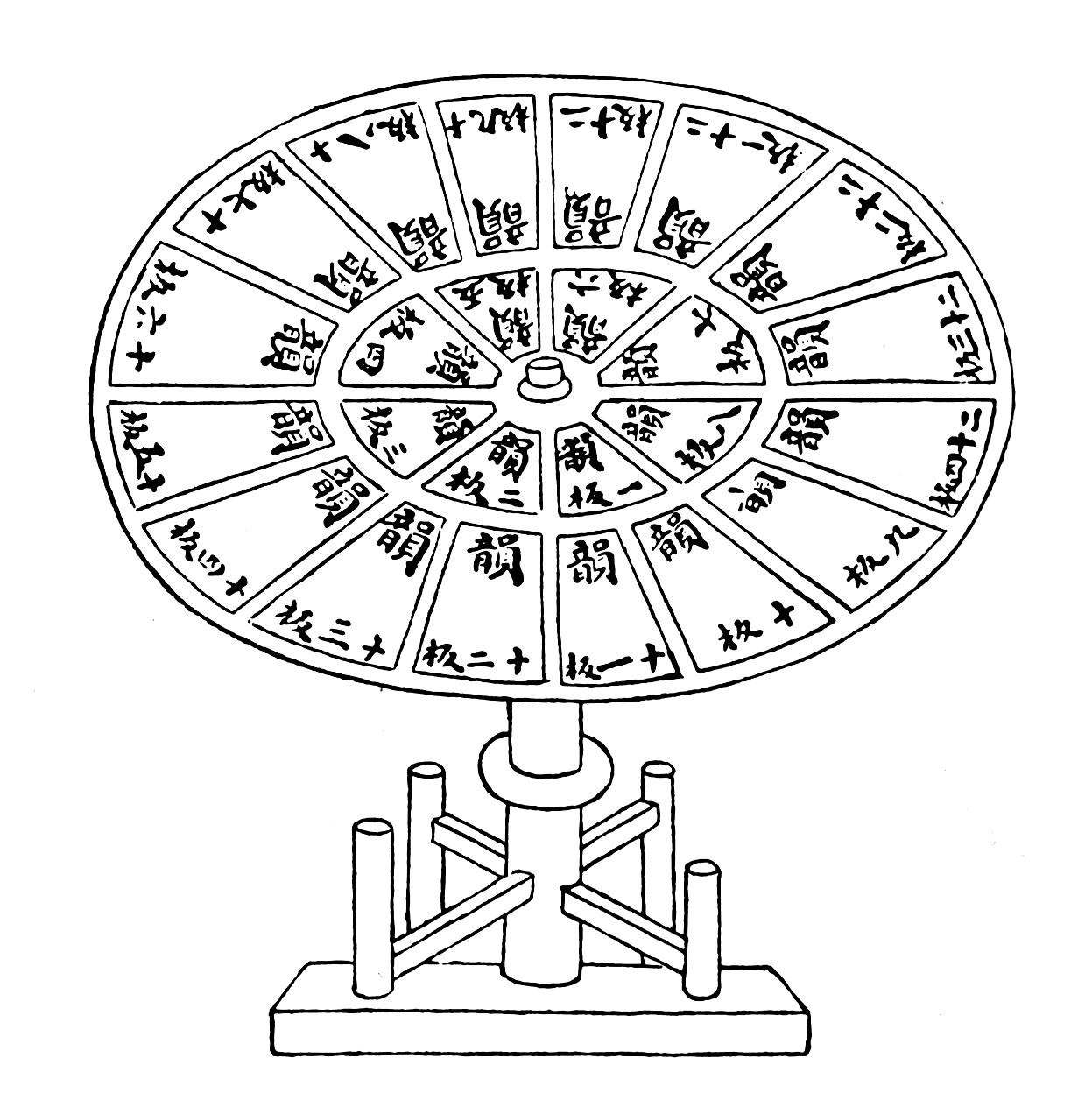
Système de casse ds caractères mobiles.

Le Livre d'agriculture de Wang Zhen (chinois : 王祯农书 ; chinois traditionnel : 王禎農書 ; pinyin : wáng zhēn nóng shū), parfois appelé Le Livre de l'agriculture (农书 / 農書), est un livre écrit en 1313 par Wang Zhen (王祯, wáng zhēn, 1271-1368), sous la dynastie Yuan.
C'est un des premiers livres imprimés en caractères mobiles en bronze en 1313. Il y décrit les caractères mobiles terre cuite de Bi Sheng, ainsi que les caractères mobiles en bois, et comment ils sont arrangés dans .
C'est également le plus ancien livre faisant état de la culture du lentin du chêne (également appelé champignon parfumé ou shiitaké).